# Мумоња
Мумоња је мало ненасељено острво у хрватском делу Јадранског мора.
Мали Лаган се налази 1,8 км југоисточно од острва Зларин, између острва Дваинка и Облик. Површина острва износи 0,011 км². Дужина обалске линије је 0,43 км.. 